# Tomás Regueiro Cacheiro
Tomás Regueiro Cacheiro (Abegondo, 19 de marzo de 1943) es un político gallego.

## Trayectoria
Fue elegido único representante del CDS en el ayuntamiento de Abegondo en las elecciones municipales de 1991. En junio de 1991 apoyó junto con el PP y la CNG a investidura como alcalde de José Antonio Santiso Miramontes, también único concejal de una de las fuerzas representadas en el pleno, la UMI.
En junio de 1992, Tomás Regueiro pasa a ser alcalde, tras prosperar una moción de censura contra José Antonio Santiso.
Permaneció en el puesto hasta mayo de 1995, año en el que dejó la alcaldía al no superar una moción de censura presentada en su contra por el anterior alcalde José Antonio Santiso, ahora integrado en el PP, y apoyada por un concejal socialista.
Tomás Regueiro fue también Juez de Paz del ayuntamiento y presidente del club de fútbol San Tirso Sociedad Deportiva.